# Lista de membros do elenco de Batman na televisão
Esta é uma lista de atores e atrizes que atuaram em adaptações televisivas de Batman, personagem criado por Bob Kane e Bill Finger na década de 1930.
O personagem da DC Comics e seu universo fictício tiveram sua primeira adaptação televisiva a partir da década de 1960 com a produção da série televisiva Batman (1966-1968), estrelada por Adam West no papel do personagem homônimo e Burt Ward como Robin/Dick Grayson. A série que narrava simplesmente o cotidiano de combate entre Batman e seus vários adversários foi co-estrelada por Alan Napier como o mordomo Alfred Pennyworth, Yvonne Craig na primeira versão televisiva de Barbara Gordon e Neil Hamilton como Comissário James Gordon. Por sua vez, Cesar Romero deu vida ao Coringa numa interpretação memorável que serviria de inspiração para diversas publicações subsequentes do personagem bem como para a montagem do personagem por Jack Nicholson para o filme Batman, de 1989. Nesta produção, outros vilões recorrentes eram Mulher-Gato, Pinguim e Charada vividos respectivamente por Julie Newmar e Eartha Kitt, Burgess Meredith e Frank Gorshin.
Somente décadas mais tarde, o universo fictício de Batman voltou a ser adaptado para televisão com a série de suspense Birds of Prey (2002), estrelada por Ashley Scott, Dina Meyer e Rachel Skarsten como as heroínas Helena Kyle, Oráculo e Dinah Lace. Nesta versão da história, o trio de heroínas que estão relacionadas ao legado deixado por Batman, se une ao Detetive Jesse Reese (Shemar Moore) e Alfred Pennyworth (desta vez interpretado por Ian Abercrombie). Esta série marcou a segunda versão live-action televisiva de Barbara Gordon e a primeira versão live-action de Arlequina (Mia Sara), personagem introduzida pela série televisiva animada Batman: The Animated Series em 1992.
Em 2014, Ben McKenzie, David Mazouz e Camren Bicondova interpretaram versões mais jovens de Jim Gordon, Bruce Wayne e Selina Kyle no universo reinventado para a série televisiva Gotham. A série conta com releituras de personagens já conhecidos como Pinguim (Robin Lord Taylor), Charada (Cory Michael Smith) e Harvey Dent (Nicholas D'Agosto) e apresentou novos personagens criados exclusivamente para a produção, como Fish Mooney e Jeremiah Valeska vividos respectivamente por Jada Pinkett Smith e Cameron Monaghan. A subsequente série Pennyworth (2019) compartilha do mesmo universo e reconta trechos da relação entre Alfred Pennyworth e Thomas Wayne, sendo estrelada por Jack Bannon e Ben Aldridge nos dois papéis principais.

## Live-action
- A lista abaixo é ordenada pelos nomes das personagens em ordem alfabética a contar pelo sobrenome independentemente da relevância desta no universo fictício. O eventual título ou cargo da personagem aparece em menor tamanho acima do nome. O alter ego da personagem aparece em menor tamanho abaixo do nome.

### Elenco e personagens
| Personagem                    | Série televisiva         | Série televisiva        | Série televisiva     | Série televisiva       | Série televisiva     | Série televisiva      | Série televisiva    |  |
| Personagem                    | Batman (1966)            | Birds of Prey (2002)    | Gotham (2014)        | Pennyworth (2019)      | Batwoman (2019)      | Gotham Knights (2022) | The Penguin (2024)  |  |
| ----------------------------- | ------------------------ | ----------------------- | -------------------- | ---------------------- | -------------------- | --------------------- | ------------------- |  |
| Victor Aguilar                |                          |                         |                      |                        |                      |                       | Rhenzy Feliz        |  |
| Ra's al Ghul                  |                          |                         | Alexander Siddig     |                        |                      |                       |                     |  |
| Crispus Allen                 |                          |                         | Andrew Stewart-Jones |                        |                      |                       |                     |  |
| Azrael                        |                          |                         | James Frain          |                        |                      |                       |                     |  |
| Bane                          |                          |                         | Shane West           |                        |                      |                       |                     |  |
| Deon Bashford                 |                          |                         |                      | Hainsley Lloyd Bennett |                      |                       |                     |  |
| Wade Brixton                  |                          | Shawn Christian         |                      |                        |                      |                       |                     |  |
| Stephanie Brown               |                          |                         |                      |                        | Morgan Kohan         | Anna Lore             |                     |  |
| Harvey Bullock                |                          |                         | Donal Logue          |                        |                      |                       |                     |  |
| Cara-de-Barro                 | Malachi Throne           | Kirk Baltz              | Brian McManamon      |                        |                      |                       |                     |  |
| Christopher Castillo          |                          |                         |                      |                        |                      |                       | Berto Colón         |  |
| Francis Cobblepot             |                          |                         |                      |                        |                      |                       | Deirdre O'Connell   |  |
| Oswald Cobblepot Pinguim      | Burgess Meredith         |                         | Robin Lord Taylor    |                        |                      |                       | Colin Farrell       |  |
| Coringa                       | Cesar Romero             | Roger Stoneburner       |                      |                        |                      |                       |                     |  |
| Duela Dent                    |                          |                         |                      |                        | Alessandra Torresani | Olivia Rose Keegan    |                     |  |
| Harvey Dent Duas-Caras        |                          |                         | Nicholas D'Agosto    |                        |                      | Misha Collins         |                     |  |
| Sarah Essen                   |                          |                         | Zabryna Guevara      |                        |                      |                       |                     |  |
| Alberto Falcone               |                          |                         |                      |                        |                      |                       | Michael Zegen       |  |
| Carmine Falcone               |                          |                         | John Doman           |                        |                      |                       |                     |  |
| Luca Falcone                  |                          |                         |                      |                        |                      |                       | Scott Cohen         |  |
| Sofia Falcone                 |                          |                         | Crystal Reed         |                        |                      |                       | Cristin Milioti     |  |
| Tina Falcone                  |                          |                         |                      |                        |                      |                       | Tess Soltau         |  |
| Lucius Fox                    |                          |                         | Chris Chalk          | Simon Manyonda         | Domonique Adam       |                       |                     |  |
| Luke Fox Batwing              |                          |                         |                      |                        | Camrus Johnson       |                       |                     |  |
| Tabitha Galavan Tigresa       |                          |                         | Jessica Lucas        |                        |                      |                       |                     |  |
| Barbara Gordon                | Yvonne Craig             | Dina Meyer              | Jeté Laurence        |                        |                      |                       |                     |  |
| Jim Gordon                    | Neil Hamilton            |                         | Ben McKenzie         |                        |                      |                       |                     |  |
| Milos Grapa                   |                          |                         |                      |                        |                      |                       | James Madio         |  |
| Dick Grayson                  | Burt Ward                |                         |                      |                        |                      |                       |                     |  |
| Mary Hamilton                 |                          |                         |                      |                        | Nicole Kang          |                       |                     |  |
| James Harwood                 |                          |                         |                      | Jason Flemyng          |                      |                       |                     |  |
| Albert Hawke                  |                          | Mitch Pileggi           |                      |                        |                      |                       |                     |  |
| Jesse Hawke                   |                          | Shemar Moore            |                      |                        |                      |                       |                     |  |
| Pamela Isley Hera Venenosa    |                          |                         | Clare Foley          |                        |                      |                       |                     |  |
| Gibson Kafka                  |                          | Robert Patrick Benedict |                      |                        |                      |                       |                     |  |
| Beth Kane                     |                          |                         |                      |                        | Rachel Skarsten      |                       |                     |  |
| Kate Kane Batwoman            |                          |                         |                      |                        | Ruby Rose            |                       |                     |  |
| Barbara Kean                  |                          |                         | Erin Richards        |                        |                      |                       |                     |  |
| Carrie Kelley                 |                          |                         |                      |                        |                      | Navia Robinson        |                     |  |
| Detetive William Kenzie       |                          |                         |                      |                        |                      |                       | Peter McDonald      |  |
| Selina Kyle                   | Julie Newmar Eartha Kitt |                         | Camren Bicondova     |                        |                      |                       |                     |  |
| Carolyn Lance                 |                          | Lori Loughlin           |                      |                        |                      |                       |                     |  |
| Dinah Lace Canário Negro      |                          | Rachel Skarsten         |                      |                        |                      |                       |                     |  |
| Gillian B. Loeb               |                          |                         | Peter Scolari        |                        |                      |                       |                     |  |
| Nadia Maroni                  |                          |                         |                      |                        |                      |                       | Shohreh Aghdasdhloo |  |
| Salvatore Maroni              |                          |                         | David Zayas          |                        |                      |                       | Clancy Brown        |  |
| Wallace MacDougal             |                          |                         |                      | Ryan Fletcher          |                      |                       |                     |  |
| Detetive McNally              |                          | Brent Sexton            |                      |                        |                      |                       |                     |  |
| Máscara Negra                 | James Remar              |                         | Todd Stashwick       |                        | Peter Outerbridge    |                       |                     |  |
| Renee Montoya                 |                          |                         | Victoria Cartagena   |                        | Victoria Cartagena   |                       |                     |  |
| Fish Mooney                   |                          |                         | Jada Pinkett Smith   |                        |                      |                       |                     |  |
| Sophie Moore                  |                          |                         |                      |                        | Meagan Tandy         |                       |                     |  |
| Edward Nygma Charada          | Frank Gorshin John Astin |                         | Cory Michael Smith   |                        |                      |                       |                     |  |
| Alfred Pennyworth             | Alan Napier              | Ian Abercrombie         | Sean Pertwee         | Jack Bannon            |                      |                       |                     |  |
| Arthur Pennyworth             |                          |                         |                      | Ian Puleston-Davies    |                      |                       |                     |  |
| Mary Pennyworth               |                          |                         |                      | Dorothy Atkinson       |                      |                       |                     |  |
| Harleen Quinzel Arlequina     |                          | Mia Sara                |                      |                        |                      |                       |                     |  |
| Cullen Row                    |                          |                         |                      |                        |                      | Tyler DiChiara        |                     |  |
| Harper Row                    |                          |                         |                      |                        |                      | Fallon Smythe         |                     |  |
| Margaret Sykes                |                          |                         |                      | Polly Walker           |                      |                       |                     |  |
| Jervis Tetch Chapeleiro Louco | David Wayne              |                         | Benedict Samuel      |                        | Amitai Marmorstein   |                       |                     |  |
| Leslie Thompkins              |                          |                         | Morena Baccarin      |                        |                      |                       |                     |  |
| Carla Viti                    |                          |                         |                      |                        |                      |                       | Aleksa Palladino    |  |
| Johnny Viti                   |                          |                         |                      |                        |                      |                       | Michael Kelly       |  |
| Bruce Wayne                   | Adam West                |                         | David Mazouz         |                        | Warren Christie      |                       |                     |  |
| Helena Wayne Caçadora         |                          | Ashley Scott            |                      |                        |                      |                       |                     |  |
| Martha Wayne                  |                          |                         | Brette Taylor        | Emma Paetz             |                      |                       |                     |  |
| Thomas Wayne                  |                          |                         | Grayson McCouch      | Ben Aldridge           |                      |                       |                     |  |
| Ryan Wilder Batwoman          |                          |                         |                      |                        | Javicia Leslie       |                       |                     |  |
| Sandra Wu-San Lady Shiva      |                          | Sung-Hi Lee             |                      |                        |                      |                       |                     |  |
| Victor Zsasz                  |                          |                         | Anthony Carrigan     |                        | Alex Morf            |                       |                     |  |

## Animação

### Elenco e personagens
| Personagem                      | Série televisiva                 | Série televisiva                 | Série televisiva     | Série televisiva         | Série televisiva              | Série televisiva         |
| Personagem                      | The Animated Series (1992)       | The New Batman Adventures (1997) | Batman Beyond (2001) | The Batman (2004)        | The Brave and the Bold (2008) | Beware the Batman (2013) |
| ------------------------------- | -------------------------------- | -------------------------------- | -------------------- | ------------------------ | ----------------------------- | ------------------------ |
| Ra's al Ghul                    | David Warner                     | David Warner                     | David Warner         |                          | Peter Woodward                | Lance Reddick            |
| Bane                            | Henry Silva                      | Henry Silva                      |                      | Joaquim de Almeida       | Michael Dorn                  |                          |
| Harvey Bullock                  | Robert Costanzo                  | Robert Costanzo                  |                      |                          |                               |                          |
| Oswald Cobblepot Pinguim        | Paul Williams                    | Paul Williams                    |                      | Tom Kenny                | Jeff Bennett                  |                          |
| Coringa                         | Mark Hamill                      | Mark Hamill                      | Mark Hamill          | Kevin Michael Richardson | Jeff Bennett                  |                          |
| Roland Daggett                  | Ed Asner                         |                                  |                      |                          |                               |                          |
| Harvey Dent                     | Richard Moll                     | Richard Moll                     |                      |                          |                               | Christopher McDonald     |
| Lucius Fox                      | Brock Peters                     | Mel Winkler                      |                      |                          |                               |                          |
| Victor Fries Senhor Frio        | Michael Ansara                   | Michael Ansara                   | Michael Ansara       | Clancy Brown             | John DiMaggio                 |                          |
| Barbara Gordon Batgirl          | Melissa Gilbert                  | Tara Strong                      | Angie Harmon         | Kellie Martin            |                               | Tara Strong              |
| Jim Gordon                      | Bob Hastings                     | Bob Hastings                     |                      | Mitch Pileggi            |                               | Kurtwood Smith           |
| Dick Grayson Robin              | Loren Lester                     | Loren Lester                     | Loren Lester         | Jerry O'Connell          | Jason Marsden                 |                          |
| Selina Kyle Mulher-Gato         | Adrienne Barbeau                 | Adrienne Barbeau                 | Adrienne Barbeau     | Gina Gershon             | Nika Futterman                |                          |
| Robert Langstrom Morcego Humano | Marc Singer                      |                                  |                      | Peter MacNicol           |                               | Robin Atkin Downes       |
| Renee Montoya                   | Ingrid Oliu Liane Schirmer       | Liane Schirmer                   |                      |                          |                               |                          |
| Edward Nygma Charada            | John Glover                      | John Glover                      |                      | Robert Englund           | John Michael Higgins          |                          |
| Alfred Pennyworth               | Clive Revill Efrem Zimbalist Jr. | Efrem Zimbalist Jr.              | Efrem Zimbalist Jr.  | Alastair Duncan          | James Garrett                 | JB Blanc                 |
| Bruce Wayne Batman              | Kevin Conroy                     | Kevin Conroy                     | Kevin Conroy         | Rino Romano              | Diedrich Bader                | Anthony Ruivivar         |